# Inštitut za biomedicinsko informatiko Medicinske fakultete v Ljubljani
Inštitut za biomedicinsko informatiko je znanstveno-raziskovalni inštitut, ki deluje v okviru Medicinske fakultete Univerze v Ljubljani.
Trenutni vodja inštituta je prof. dr. Janez Stare.